# 國際精密
國際精密集團有限公司，簡稱國際精密集團，以及國際精密（英語：IPE GROUP LIMITED，港交所：0929），於1990年由崔少安（主席及首席執行官）和吳健南（退任）創辦「IPE（新加坡）有限公司」，之後在1994年成立「IPE（香港）有限公司」。
總部位於香港，業務在香港和全球經營銷售和生產不同類型的超高精密金屬零件。
該公司股份在2004年11月1日於港交所主板上市，當時是以「IPE集團有限公司」。招股價為0.63至0.81港元之間，配售新股為1.275億股，集資額為1.03億港元。

## 連結
- ipegroup.com （页面存档备份，存于）